# Michele Serveto
Michele Serveto (in spagnolo Miguel Serveto o Miguel de Villanueva) (Villanueva de Sigena, 19 settembre 1511 – Ginevra, 27 ottobre 1553) è stato un teologo, umanista e medico spagnolo.
Oltre che allo studio della Bibbia, si interessò a scienze come astronomia, meteorologia, geografia, giurisprudenza, anatomia e matematica; fu messo al rogo dai calvinisti. La sua esecuzione provocò un trauma nel mondo riformato, incrinandone il mito di terra della libertà, diversa dal severo clima di controllo dottrinale del Sant'Uffizio. Duraturi furono però gli esiti, poiché inaugurò il dibattito moderno sulla tolleranza e sulla libertà religiosa, che lo assunse a simbolo.

## Biografia

### La formazione
Gli antenati di Miguel erano ebrei, originari del villaggio pirenaico di Serveto, nella Valle de Gistaín, i quali, dopo la «Reconquista», erano venuti a stabilirsi nella provincia aragonese di Huesca, a Villanueva de Sigena; qui, in una casa che ancora si conserva, nacque il 19 settembre 1511 Miguel Servet (anche Serveto e Serbeto) Conesa, essendo nato da Antón Serveto Meler, notaio del Real Monasterio di Villanueva, e da Catalina Conesa. I suoi genitori ebbero altri due figli, Juan, che sarà prete, e Pedro, che seguirà la professione del padre.
Compì i primi studi in casa e successivamente nella scuola del convento di Montearagón; quattordicenne, fu a servizio come paggio del monaco Juan de Quintana, teologo dell'Università di Parigi e nel 1527, per studiare legge, s'iscrisse all'Università di Tolosa, in Francia, dove già circolavano clandestinamente gli opuscoli dei riformatori protestanti. L'approfondimento dello studio della Bibbia lo convinse che in essa non si fa alcun accenno alla Trinità di Dio, una proposizione dogmatica della Chiesa che è, in particolare, ostacolo all'evangelizzazione di islamici ed ebrei, molto numerosi in Spagna, ai quali ripugna il concetto di un Dio uno e trino. Cominciò a formarsi una vasta cultura, studiando greco, latino, ebraico, filosofia, matematica, teologia.

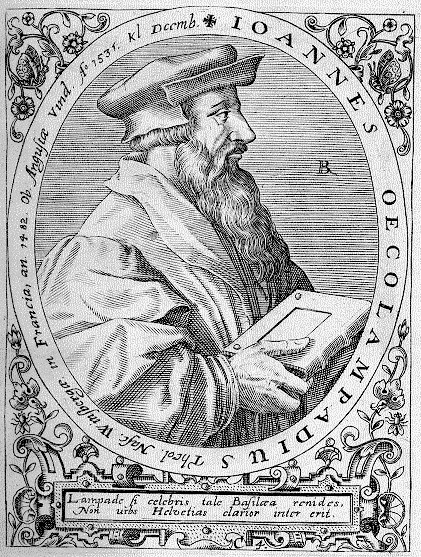
Giovanni Ecolampadio

Due anni dopo, nel 1529, lasciò l'università per seguire Juan de Quintana, divenuto confessore personale di Carlo V, accompagnandolo in Italia dove, nella basilica di San Petronio, nel 1530, assistette all'incoronazione dell'imperatore per mano di papa Clemente VII. Proprio in Italia fu colpito dallo sfarzo e dalla degradazione morale del clero, che gli apparivano in contrasto con gli insegnamenti evangelici di povertà di vita e di semplicità di costumi.
Ancora al seguito dell'imperatore, fu presente nella Dieta di Augusta, durante la quale fu tentato un accordo fra cattolici e protestanti, e conobbe Melantone e altri riformatori. Lasciato improvvisamente il Quintana, si recò a Basilea, dove fu ospite in casa di Ecolampadio, pastore della città, uno dei più influenti capi della Riforma. Ma le sue idee antitrinitarie non si conciliavano con la grande maggioranza delle opinioni espresse dai riformatori e nemmeno con quelle di Erasmo da Rotterdam che, del resto, sempre più prudente nel manifestare le proprie opinioni sulle più «scottanti» questioni teologiche, preferì non riceverlo.
Lasciata Basilea, Serveto andò a Strasburgo, dove nel 1531 scrisse (pubblicandolo a Haguenau, in Alsazia) il De Trinitatis erroribus (Gli errori della Trinità), nel quale, oltre a negare la Trinità, rifiutava l'idea della duplice natura di Gesù e la prassi del battesimo dei bambini, affermando che solo gli adulti sono in grado di comprendere il significato del sacramento, e concepiva la cena del Signore, l'eucaristia, come una cerimonia spirituale nella quale il pane e il vino mantengono la loro sostanza, non mutandosi, come invece viene sostenuto dalla Chiesa cattolico-romana, nella carne e nel sangue di Cristo.
Il libro fu condannato da Lutero, Melantone, Ecolampadio, Bucero, oltre che dai cattolici, e fu proibito a Strasburgo, in Svizzera e in tutto l'impero: la stessa sorte subì il suo secondo libro, Dialogorum de Trinitate (Dialoghi sulla Trinità), pubblicato nel 1532, che sembrava voler essere una parziale ritrattazione del precedente, ma che in sostanza ribadiva gli stessi concetti. Il 24 maggio, il Consiglio dell'Inquisizione spagnola di Medina del Campo spedì un ordine di comparizione e il fratello prete di Serveto, Juan, fu invitato a condurlo con sé in Spagna.
Analoga fu la presa di posizione dell'Inquisizione di Tolosa, che il 17 giugno emise un ordine di cattura per quaranta sospetti di eresia antitrinitaria, fra i quali era indicato Serveto: questi fu costretto a cambiare nome, adottando quello, abbastanza trasparente, per la verità, di Michel de Villeneuve, nativo di Tudela, in Navarra, trasferendosi a Parigi.

### Il «De Trinitatis erroribus»
Serveto ribadisce che «non una sola parola si trova in tutta la Scrittura né riguardo alla Trinità, né sulle persone, né sull'essenza, né sull'unità della sostanza e della natura dei vari esseri divini».
Quali sono allora i reali rapporti fra quelle che la teologia definisce le tre persone della Trinità? Per Serveto, Cristo è vero Dio, non già perché sia una delle tre persone che, secondo la tradizione dei Padri della Chiesa consolidata dalla filosofia scolastica, costituiscono l'unica essenza di Dio, ma perché egli, vero uomo, è «totum divinitate plenum», ossia un uomo divinizzato da Dio, «Deum non natura, sed specie, non per naturam, sed per gratiam».

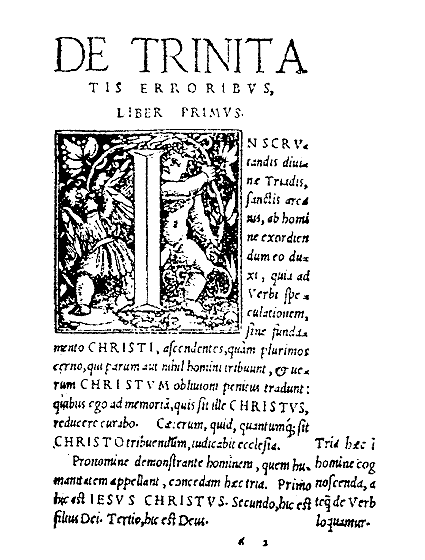
De Trinitatis erroribus libri octo

«Io non separo Cristo e Dio più che una voce è separata da chi parla e un raggio di luce dal sole. Cristo è il Padre come la voce è chi parla. Egli e il Padre sono una stessa cosa, come il raggio e il sole sono la stessa luce. Vi è un tremendo mistero nel fatto che Dio possa unirsi con l'uomo e l'uomo con Dio. Una sorprendente meraviglia, nel fatto che Dio abbia preso per sé il corpo di Cristo al fine di fare di lui la sua dimora speciale. E poiché il suo Spirito era totalmente Dio, è chiamato uomo. Non meravigliatevi del fatto che quel che voi chiamate umanità io lo adoro come Dio, poiché voi parlate dell'umanità come se essa fosse vuota di spirito e pensate alla carne secondo la carne. Non siete capaci di riconoscere la qualità dello Spirito di Cristo, che conferisce l'essere alla materia: è lui che dà vita mentre la carne non prende niente».
Serveto prende però le distanze da Ario che, a sua avviso, «novam creaturam homine excellentiorem introduxit», considerava Cristo soltanto un uomo, per quanto il più eccellente degli uomini. Il Verbo di Dio, che non è persona ma è «oraculum, vox, sermo, eloquium Dei», per misteriosa decisione divina si è incarnato, divenendo Gesù Cristo, «verus realis et naturalis filius Dei».
«Se dici di non vedere differenza tra Cristo e gli altri esseri umani, giacché siamo tutti chiamati figli di Dio, allora rispondo che se noi siamo chiamati figli di Dio semplicemente per dono e grazia sua, essendo egli l'autore della nostra filiazione, e così egli è chiamato figlio in un modo più eccellente. Per questo si impiega l'articolo e Cristo è chiamato Il figlio di Dio, per mostrare che non è figlio nel nostro stesso modo, ma uno molto speciale e peculiare. Egli è figlio naturale, gli altri no, ma sono fatti figli di Dio, e per questo siamo chiamati figli per adozione».
Figlio naturale ma, come ogni figlio, non può essere contemporaneo al padre: Gesù non è coeterno con Dio, essendo stato generato. E poiché gli esseri umani possono conoscere e raggiungere Dio per mezzo di Cristo, la chiesa, ogni chiesa, è inutile ai fini della loro salvezza.
Nemmeno lo Spirito Santo è una persona divina, ma è l'ispirazione di Dio - «non rem aliquam separatam, sed Dei agitationem, energiam quandam seu inspirationem virtutis Dei» - che opera negli uomini, e solo in questo modo può essere avvertito e ricevere realtà di cosa, di res: «Extra hominem non dicitur proprie, nihil est, spiritus sanctus», lo Spirito di Dio non è niente fuori dell'uomo.
Serveto si trova così a polemizzare contro gli aristotelici, portatori di sofismi intellettualistici che resero confusa la dottrina e fuorviarono il pensiero cristiano dal retto intendimento della figura di Cristo, così chiaro nelle Scritture: «Duae pestes gravissimae, Aristotelis fermentum et hebraicae linguae ignorantia cristianos Christo privarunt».

### I «Dialogorum de Trinitate» e la «De Iustitia regni Christi»

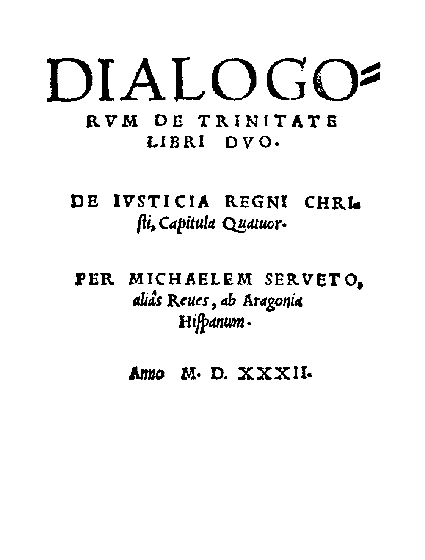
Dialogorum de Trinitate libri duo

Nei Dialoghi, che si fingono intrattenuti tra lo stesso autore e un certo Petruccio, Serveto corregge in parte la tesi della divinità per grazia, sostenendo che Gesù sia divino in quanto partecipe dell'essenza del Padre. Ma intende lasciare libero il campo alla discussione e al confronto: «Non sto né con gli uni né con gli altri: mi sembra che ognuno esprima una parte di verità e una di errore, ma veda gli errori altrui e non i propri», mentre ritiene che sarebbe «facile decidere ogni questione se a tutti fosse permesso di parlare pacificamente», augurandosi che il Signore «perda tutti i tiranni della chiesa».
Il rapporto tra fede e carità è introdotto tanto nei Dialoghi che nel breve trattato sulla giustificazione, aggiunto a quelli: «Fides est ostium, charitas est perfectio», la fede è l'atto che porta alla rigenerazione del cristiano che produce come suo effetto la virtù della carità che sola rimarrà «nel regno futuro, ove non vi sarà che carità». L'ispirazione di questa concezione è tipica dell'evangelismo valdesiano: la fede illuminante deriva «patre trahente et illuminante, et ex mera gratia, quos vult, vocante et iustificante, quia non est currentis nec volentis, sed Dei miserentis» dalla misericordia divina, senza concorso della volontà umana, ammettendo tuttavia il libero arbitrio.
Sull'eucaristia esprime l'opinione che il corpo di Cristo sia presente solo in forma mistica, in accordo con la maggior parte dei riformatori, (Zwingli, ma non Lutero fedele al dogma della consustanziazione): «Solo in modo figurato parliamo del pane come corpo di Cristo».

### Gli studi di medicina
All'Università parigina studiò matematica e medicina, proprio quando erano in atto fermenti religiosi che culminarono nello scandalo dei placards: dopo una prolusione nella quale aveva fatto professione di evangelismo, lo stesso rettore, Nicolas Cop, fu costretto a fuggire, imitato da Calvino che, conosciuto Serveto, cercò invano di incontrare nuovamente. Da parte sua, Serveto si era allontanato da Parigi, raggiungendo Lione, dove collaborò con gli editori Melchior e Caspar Trechsel – e poi con Jean Frellon – scrivendo un'introduzione all'opera di Tolomeo, la Claudii Ptolomei Alexandrini geographicae enarrationis libri octo, che fu pubblicata nel 1535, e un'edizione della Bibbia che apparve nel 1545.

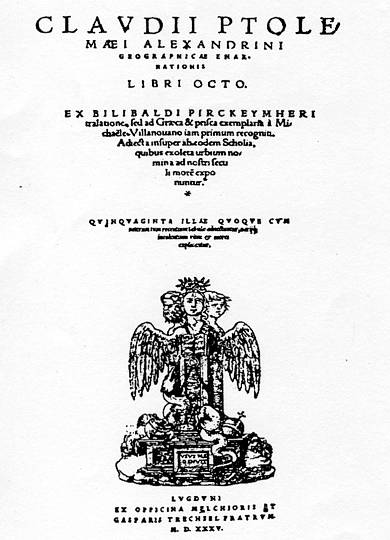
Geographicae enarrationis libri octo

La Geografia di Tolomeo era già stata tradotta in latino numerose volte, l'ultima nel 1524, dall'umanista tedesco Willibald Pirckheimer. Serveto tenne presenti le precedenti traduzioni, cercando di ottenere un'edizione che le superasse in precisione e completezza, correggendo gradi di latitudine, identificando città e regioni citate da Tolomeo con il loro nome moderno e aggiungendo commenti di attualità, come la descrizione dell'aspetto e dei costumi delle popolazioni. Sugli italiani scrive, tra l'altro, che:
Essendosi apparentemente tranquillizzata la situazione a Parigi, Serveto vi fece ritorno nel 1536 per continuare gli studi universitari di medicina con Hans Guinter, Jacques Dubois e Jean Fernel, e avendo compagno di studi Andrea Vesalio; Serveto fece originali osservazioni sulla circolazione sanguigna nei polmoni, elaborando, come il Vesalio, l'idea della circolazione sanguigna polmonare. Osservò infatti la circolazione del sangue dal fegato al ventricolo destro attraverso la vena cava inferiore, ma continuò a ritenere erroneamente, secondo la consolidata tradizione medica, che il sangue si consumasse nei tessuti e che fosse riprodotto dal fegato, senza raggiungere la nozione del complesso della circolazione sanguigna.
Accusato poi di praticare l'astrologia e minacciato, lasciò Parigi per fare ritorno a Lione, dove esercitò la professione medica. Invitato da Pierre Palmier, arcivescovo di Vienne, da lui conosciuto a Parigi, lo raggiunse nel 1540 divenendo il suo medico personale.
Qui iniziò a scrivere la sua opera più importante, la Christianismi Restitutio (Restaurazione del cristianesimo) la cui redazione dovette essere conclusa almeno nel 1546, poiché in quell'anno cominciò a circolare in forma di manoscritto. Nel 1552 l'opera venne stampata e nel 1553 suoi esemplari furono inviati alla più importante manifestazione libraria del tempo, la Fiera di Francoforte sul Meno, altri a Lione e a Ginevra.
Avendo letto l'opera di Calvino, pubblicata in una prima e ancora breve edizione, nel 1536, la Institutio christianae religionis, Serveto aveva creduto di scorgervi una svalutazione del dogma trinitario e, conosciuti anche i contrasti di natura teologica che Calvino aveva avuto con un altro riformatore, Pierre Caroli, che lo aveva accusato di arianesimo, nel 1546 si era messo in contatto epistolare con il riformatore francese, ora influente pastore a Ginevra, mandandogli anche parte del suo lavoro.
Le concezioni di Serveto erano in realtà estranee alla dottrina calviniana, sicché la corrispondenza - che ebbe toni molto accesi - finì con l'interrompersi. In una lettera all'amico pastore di Neuchâtel, Guglielmo Farel, Calvino scrive di augurarsi che Serveto non giunga mai a Ginevra perché, dipendesse da lui, «non tollererei di vederlo uscire vivo». Anche nelle successive, accresciute edizioni della sua Institutio, Calvino introdusse espressioni violentemente ingiuriose contro Serveto e i negatori della trinità.

### La «Christianismi Restitutio»

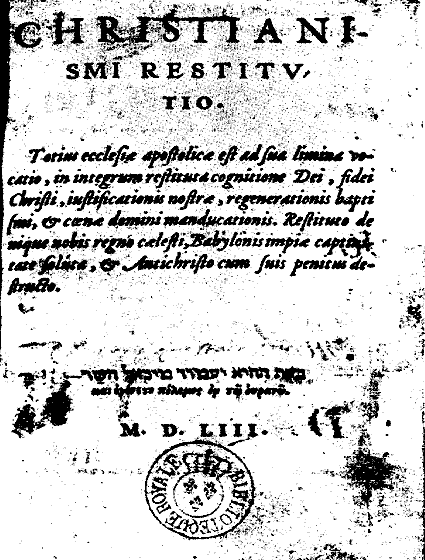
Christianismi Restitutio, 1553

L'opera, il cui titolo completo è Christianismi restitutio Totius ecclesiae apostolicae est ad sua limina vocatio, in integrum restituta cognitione Dei, fidei Christi, iustificationis nostrae, regenerationis baptismi, et coenae domini manducationis. Restitutio denique nobis regno coelesti, Babylonis impiae captivitate soluta, et Antichristo cum suis penitus destructo, si compone di sei parti. Nella prima, tratta della Trinità, riprendendo i temi della De Trinitatis erroribus; nella seconda, espone in forma di dialogo i temi del Regno di Cristo, della fede e dell'amore, già trattati nei Dialogorum de Trinitate; nella terza, tratta della Legge ebraica, del Vangelo e della carità, come in parte aveva fatto nel De iustitia regni Christi. Le altre parti contengono le proprie difese contro le critiche subite dalle sue tesi della Trinità e trenta lettere indirizzate a Calvino.
Non vi sono novità rispetto agli scritti precedenti: Serveto ribadisce l'unità di Dio, essendo lo Spirito e il Verbo non persone ma sue manifestazioni, e poiché l'incarnazione del Verbo è avvenuta storicamente, Cristo non può essere coeterno con Dio. Il battesimo può essere impartito solo agli adulti, poiché esso deve essere consapevole accettazione del messaggio salvifico di Cristo. Impartito ai bambini, diviene una cerimonia satanica, riflesso di antichi riti pagani che prevedevano il sacrificio dei bambini. Del resto, Dio e Satana sono perennemente in conflitto - è stato il diavolo a istituire la figura del papa - e la stessa chiesa è istituzione satanica che si oppone alla figura di Cristo. La chiesa è del resto un'istituzione inutile poiché tutti gli uomini, anche i non cristiani, possono raggiungere la salvezza attraverso la grazia elargita da Dio, del quale tutte le cose fanno parte, così che la natura di ogni cosa è costituita dello spirito stesso di Dio.
Nella Restitutio è anche descritta «la piccola circolazione», il fenomeno della circolazione polmonare del sangue che Serveto aveva studiato a Parigi.

## L'arresto e il processo a Ginevra

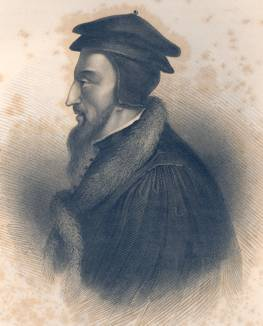
Giovanni Calvino, pastore di Ginevra

Calvino fece denunciare Serveto da un suo amico di Lione, un certo Guillaume Trye, alle autorità cattoliche di Vienne. Arrestato il 4 aprile 1553, riuscì a fuggire dalla prigione tre giorni dopo e l'Inquisizione dovette accontentarsi di bruciarlo, come eretico, in effigie. Per quattro mesi non si ebbero più notizie di lui: egli sarebbe stato qualche tempo in Spagna e di qui avrebbe deciso di raggiungere Napoli per via di terra. Dopo aver pernottato in Savoia, arrivò a Ginevra il 13 agosto, prendendo una stanza nell'albergo della Rose d'Or.
Sembra che, essendo domenica, abbia giudicato più prudente, per non farsi notare, assistere - come tutti facevano - alle cerimonie religiose, entrando così nella chiesa della Maddalena. Durante il sermone fu però riconosciuto e la sua presenza venne segnalata a Calvino, che lo fece denunciare da un suo amico, Nicolas de la Fontaine. Questi, secondo il diritto allora vigente a Ginevra, fu arrestato come Serveto e detenuto affinché non si potesse sottrarre alla pena prevista qualora le sue accuse si fossero dimostrate infondate.
Fu tuttavia rilasciato pochi giorni dopo, quando gli indizi di colpevolezza del Serveto, basate sulle proposizioni contenute nella Christianismi Restitutio - certamente quella stessa copia che Serveto aveva mandato a Calvino durante la loro corrispondenza - furono giudicati convincenti. Serveto scrisse il 22 agosto ai Sindaci e al Piccolo Consiglio di Ginevra, le massime autorità della città, una prima lettera di difesa, con la quale negò che le divergenze in materia di dottrina religiosa potessero costituire materia di giudizio criminale:
In secondo luogo, Signori, vi supplico di considerare che non ho recato alcuna offesa nei vostri territori, non sono stato sedizioso, né perturbatore. Che le questioni di cui si tratta sono difficili e riservate a sapienti. E in tutto il tempo che fui in Germania, parlai di tali questioni solo con Ecolampadio, Bucero e Capito; in Francia non ne parlai con nessuno. Inoltre, ho sempre riprovato e riprovo gli anabattisti, i sediziosi contro i magistrati [...] si conclude dunque che non vi sia alcun motivo di detenzione [...] vi supplico umilmente di concedermi un avvocato che parli per me»
L'avvocato non gli fu concesso e dovette difendersi da sé. Quello stesso giorno il riformato Consiglio di Ginevra inviava ai cattolici «nobili, saggi, spettabili e magnifici Signori, balivi, giudici e altre persone del Re nella corte di Vienne, nostri buoni vicini e carissimi amici» una lettera molto rispettosa e cordiale nella quale, sapendo della passata carcerazione e fuga di Serveto da Vienne, si chiedevano informazioni sul suo conto. Il balivo e il procuratore del re di Vienne risposero il 26 agosto, informando il Consiglio ginevrino che «i delitti per i quali Serveto era stato condannato» erano stati commessi nel territorio di loro giurisdizione ed egli, «evaso di prigione, era da considerarsi tuttora nostro prigioniero» richiedevano «il piacere» che il Serveto fosse loro consegnato per poter eseguire la sentenza «la cui esecuzione renderà superflua la ricerca di ulteriori imputazioni contro di lui».
Quanto alla richiesta di Ginevra di ottenere copia degli atti processuali, i magistrati di Vienne si scusavano di non potervi aderire, «visto che sui nostri atti e procedure non possiamo permettere o consentire che se ne faccia un altro giudizio, poiché, se lo consentissimo, saremmo ripresi dal Re al quale, è certo, farebbe molto piacere che il detto Villeneuve fosse estradato, affinché voi sappiate che la sentenza sia stata eseguita». Se ciò fosse avvenuto, non sarebbe mancata l'occasione di ricambiare il favore «con molto buon cuore, così come presentiamo le nostre umili raccomandazioni alle vostre buone grazie e preghiamo il Creatore di tenervi nella sua santa protezione».
Anche il luogotenente del re Enrico II nel Delfinato, il signor de Maugiron, il 29 agosto informava il Consiglio di Ginevra di aver sequestrato, a favore del proprio figlio, i beni e il denaro che Serveto custodiva in una banca di Vienne, ammontanti a «tre, quattro o cinquemila scudi», e chiedeva pertanto se si conoscessero altri creditori di Serveto. Il Consiglio rispondeva al Maugiron il 1º settembre che non avrebbe mancato d'interrogare Serveto anche su tali questioni, «pregando il Creatore Iddio di aumentarlo nelle sue grazie».
I magistrati di Ginevra chiesero a Serveto se intendesse essere consegnato a Vienne e naturalmente egli rifiutò. Calvino fu allora incaricato dal Piccolo Consiglio di Ginevra di contestare all'accusato le proposizioni, considerate eretiche, della Christianismi Restitutio. Il 15 settembre Serveto indirizzò una nuova lettera ai magistrati in cui, oltre a lamentarsi per la pessime condizioni in cui era tenuto nel carcere (scrisse tra le altre cose «i pidocchi mi mangiano vivo. I miei abiti sono laceri e non ho di che cambiarmi, non una giubba o una camicia»), attaccò duramente il suo accusatore:
Serveto protestava anche per la mancata concessione di un avvocato e per il fatto che il suo denunciante, il rifugiato protestante Nicolas de la Fontaine, fosse stato rilasciato come se le sue insinuazioni fossero già state provate; contro di lui e contro Calvino, che si era assunto l'onere dell'accusa, chiedeva il risarcimento dei danni subiti e l'applicazione della vigente legge del taglione nei confronti dei suoi delatori. Non ottenne alcuna risposta e per replicare alle accuse presentò una nuova lettera il 22 settembre:
Calvino estrasse dalla Christianismi Restitutio 28 proposizioni eretiche, che furono trasmesse a Serveto, il quale, pur lamentando che molte di loro fossero estratte fuori contesto, riportò nel foglio stesso di Calvino le proprie controdeduzioni. Rispose ancora in calce a una nuova lettera di Calvino, che era controfirmata da altri tredici pastori, che i suoi accusatori, «per provare che, nella Trinità, Dio Figlio è realmente distinto da Dio Padre» avevano presentato solo «vane parole. Conveniva questo a tanti ministri della Parola divina, che si vantano ovunque e ad alta voce di voler insegnare solo quel che è nella Sacra Scrittura? Essi non possono allegare alcun passo. La mia dottrina è giudicata falsa solo in base a vane chiacchiere e contro di essa non si riesce a fornire nessuna reale autorità e ragione».
I magistrati di Ginevra chiesero ai pastori delle Chiese riformate di Basilea, Berna, Sciaffusa e Zurigo di esprimersi sulla questione, ottenendo un giudizio di condanna delle tesi di Serveto. Contro Serveto si schierarono anche personaggi che avevano avuto scontri teologici con Calvino: Martin Lutero aveva condannato la sua scrittura con termini forti ed anche con Filippo Melantone i rapporti non erano buoni. Il partito dei "libertini", generalmente ostile al calvinismo, in questo caso era decisamente a favore dell'esecuzione di Serveto sul rogo (mentre Calvino sollecitava la sua decapitazione sul posto). Il 26 ottobre 1553 fu emessa la sentenza.

### La condanna a morte
I Sindaci di Ginevra sottoscrissero la seguente sentenza:
Il quale, circa 23 o 24 anni fa, fece stampare un libro a Haguenau, in Germania, contro la santa e indivisibile Trinità, contenente molte e grandi bestemmie contro di essa, grandemente scandalose per le chiese tedesche; libro che egli ha spontaneamente confessato di aver fatto stampare, malgrado le rimostranze e le correzioni, fatte alle sue false opinioni, dai sapienti dottori evangelici di Germania.
Item, il quale libro è stato riprovato dai dottori di quelle chiese come pieno di eresie e il Servet si è reso fuggiasco da quelle chiese a causa del detto libro.
Item, ciò nonostante, il detto Servet ha perseverato nelle sue false dottrine, infettanti quante più chiese possibili.
Item, non contento di questo, per meglio divulgare e spandere il suo veleno eretico, poco dopo ha fatto stampare di nascosto un altro libro a Vienne, nel Delfinato, pieno di queste orribili ed esecrabili eresie e bestemmie contro la Santa Trinità, contro il Figlio di Dio, contro il battesimo dei bambini e contro altri fondamenti della religione Cristiana.
Item, ha spontaneamente confessato che in quel libro chiama coloro che credono nella Trinità, Trinitari e Atei.
Item, chiama questa Trinità un diavolo e un mostro a tre teste.
Item, contro il vero fondamento della religione Cristiana e bestemmiando detestabilmente contro il Figlio di Dio, ha detto Gesù Cristo non essere Figlio di Dio dall'eternità, ma solo dopo la sua incarnazione.
Item, contro quel che dice la Scrittura, Gesù Cristo essere figlio di David secondo la carne, egli lo nega, dicendo essere creato dalla sostanza di Dio Padre, avendo ricevuto tre elementi di questi e uno soltanto dalla Vergine, con cui perversamente egli pretende di abolire la vera e intera umanità del nostro Signore Gesù Cristo, sovrana consolazione del povero genere umano.
Item, dice che il battesimo dei bambini non è che un'invenzione diabolica e una stregoneria.
Item, di molti altri punti e articoli e di esecrabili bestemmie è tutto infarcito il libro da lui intitolato maliziosamente Restitution du Christianisme, per meglio sedurre e ingannare i poveri ignoranti.
Item, ha confessato volontariamente che a causa di questo perfido e abominevole libro fu imprigionato a Vienne, riuscendo però a fuggire.
Item, ciò nonostante, stando qui in prigione, non ha smesso di persistere maliziosamente nei suoi perfidi e detestabili errori, cercando di sostenerli con ingiurie e calunnie contro i veri cristiani e i fedeli detentori della pura immacolata religione cristiana, chiamandoli Trinitari, Atei e stregoni, nonostante le rimostranze fattegli da lungo tempo, come detto, in Germania e, a dispetto dei rimproveri, prigionie e correzioni fattegli qui e altrove, come più ampiamente e a lungo è contenuto nel suo processo.
Noi, sindaci e giudici delle cause criminali di questa città, avendo visto il processo fatto e formato davanti a noi, a istanza del nostro luogotenente istante in detta causa, contro di te, Michel Servet, di Villeneuve nel regno di Aragona, per le volontarie confessioni fatte nelle nostre mani e più volte reiterate, e per i libri davanti a noi prodotti, giudichiamo che tu, Servet, hai lungamente prodotto dottrine false e pienamente eretiche e, trascurando ogni rimostranza e correzione, hai con maliziosa e perversa ostinazione perseverato a seminare e divulgare, fin con la stampa di libri pubblici, contro Dio Padre, il Figlio, lo Spirito Santo, in breve, contro i veri fondamenti della religione cristiana, e per questo hai cercato di fare uno scisma e turbato la Chiesa di Dio, molte anime delle quali hanno potuto essere rovinate e perdute; cosa orribile e spaventosa, scandalosa e infettante, e non hai avuto vergogna e orrore di innalzarti contro la Maestà divina e la Santa Trinità, e ti sei impegnato con ostinazione a infestare il mondo delle tue eresie e del tuo fetido veleno ereticale. Crimine d'eresia grave e detestabile che merita una grave punizione corporale. Perciò, desiderando purgare la Chiesa di Dio di una tale infezione e troncare un tale membro putrido, con la partecipazione del consiglio dei nostri cittadini e avendo invocato il nome di Dio, per giusto giuramento, insediati a tribunale e avendo Dio e le Sante Scritture davanti agli occhi, diciamo:
Nel nome del Padre e del Figlio e dello Spirito Santo, con questa solenne e definitiva sentenza, che noi diamo qui per iscritto, Tu, Michel Servet, noi condanniamo a essere legato e condotto nel luogo di Champel e là essere attaccato a un palo e a bruciare vivo con il tuo libro, scritto di tua mano e stampato, fino a che il tuo corpo non sia ridotto in cenere e finire così i tuoi giorni per dare esempio agli altri che volessero commettere tali fatti e a voi, nostro luogotenente, comandiamo che la nostra presente sentenza sia eseguita»
(In E. H. Alban, cit.)
Il giorno dopo Serveto - dopo che la richiesta di Calvino relativa all'opportunità di tagliargli la testa era stata rifiutata - fu condotto sul luogo dell'esecuzione in compagnia del pastore di Neuchatel, Guillaume Farel, che invano cercò di ottenere da lui la ritrattazione delle sue opinioni. Dopo esser stato incatenato al palo, il suo libro gli fu legato a una gamba e sulla testa gli venne posta una corona di foglie bagnate nello zolfo. Alla prima vampata del fuoco, non riuscì a trattenere un urlo di orrore e secondo le testimonianze degli storici gridò: «Gesù, figlio del Dio eterno, abbi pietà di me!»; mezz'ora dopo spirò.

### L'ispirazione e l'«espiazione»
Sebastian Castellio trasse ispirazione dal rogo di Serveto per la prima opera - dall'inizio delle guerre di religione - avente ad oggetto la tolleranza religiosa, il De haereticis an sint persequendi. Nel settembre del 1902 il Congresso internazionale dei Liberi pensatori, tenuto a Ginevra, chiese l'erezione di un monumento dedicato a Serveto, nello stesso luogo in cui si tenne il rogo, che valesse come riparazione dell'ingiusta condanna. Le autorità ginevrine, nel 1903, eressero un cippo in memoria di Serveto recante la seguente scritta:

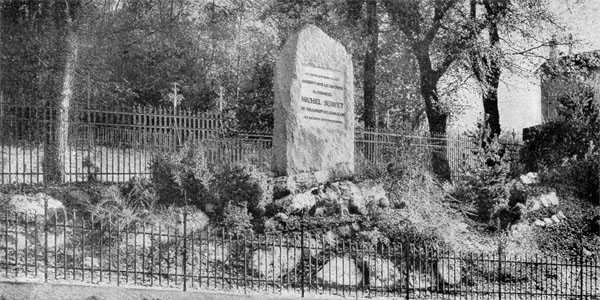
Cippo in memoria di Michele Serveto, a Champel (Ginevra), nel 1903.

Non soddisfatti della targa, che sembrava attenuare, se non annullare, le responsabilità di Calvino nell'esecuzione del medico spagnolo, un comitato franco-svizzero si fece promotore, nel 1908, dell'erezione ad Annemasse, nella Savoia francese, a pochi chilometri da Ginevra, di un altro monumento, opera della scultrice svizzera Clotilde Roch, dedicato alla memoria di Serveto.

## Opere
- De Trinatis erroribus libri VII, per Michael Serveto, alias Reves, Haguenau Cesserius, 1531;
- Dialogorum de Trinitate libri duo. De Iustitia regni Christi, capitula quatuor, per Michaelem Servet, alias Reves, ab Aragonia Hispanus, Haguenau, Cesserius, 1532;
- Claudii Ptolomae Alexandrini geographicae Enarrationis libri octo; ex Bilibaldi Pirckemeri translatione sed ad graeca et prisca exemplaria a Michaele Villanova jam prinum recogniti, Lyon, Melch. Et Gasp Trechsel, 1535;
- Brevissima Apologia pro Campeggio in Leonardum Fuchsum, 1536;
- Syruporom universa Ratio ad Galeni censuram diligebter expotia, Michaek Villanovano auctore, Paris, Simon Colinaeus, 1537;
- Apologetica Disceptatio pro Astrologia, 1538;
- Biblia sacra ex Sanctis Pagnini tralatione, Lyon, Hugues de la Porte, 1542;
- Christianismi restitutio: Totius Ecclesiae apostolicaead sua limina vocatio, in integrum restitutia cognitione Dei, Fidei christianae, Justificationis nostrae, Regenerationis Baptismi et Coenae Domini manducationis, restituto denique nobis Regno caelesti, Baylonis impiae captivate soluta at Antichristo cum suis penitus destructo, 1553.

### Traduzioni
- Obras completas, Madrid 1940.